# Timbre fiscal mobile
 (août 2023).
Si vous disposez d'ouvrages ou d'articles de référence ou si vous connaissez des sites web de qualité traitant du thème abordé ici, merci de compléter l'article en donnant les références utiles à sa vérifiabilité et en les liant à la section « Notes et références ».
Pour les articles homonymes, voir Droit de timbre (homonymie).
Pour un article plus général, voir Timbre fiscal.
Le timbre fiscal mobile est une des deux formes sous lesquelles le timbre fiscal peut se présenter, l'autre étant le papier timbré (aussi appelé timbre fiscal fixe, ou entier fiscal).
L'apparition du timbre-poste mobile en 1840 et son succès ont immédiatement donné l'idée aux administrations financières de créer conjointement avec leurs papiers timbrés des timbres mobiles fiscaux.
Des pays comme l'Autriche y ont immédiatement eu recours.
En France par contre, l'administration y fut d'abord hostile. Elle craignait en effet que les actes des redevables soient rédigés sur papier libre, et ne soient revêtus de timbres qu'au dernier moment, dans les seuls cas où ils auraient à les utiliser en justice ou sur le plan administratif.
Cette argumentation était défendable pour les actes établis en France, mais elle devenait difficile à soutenir pour les actes établis à l'étranger et taxables en France, comme les lettres de change reçues en paiement par les exportateurs français. D'autant plus que les clients de ces exportateurs pouvaient eux-mêmes être tenus de n'utiliser que le papier timbré de leur pays pour établir leurs traites.
La solution traditionnelle était alors que les exportateurs français se dérangent, pour présenter chaque effet de commerce venant de l'étranger au bureau d'Enregistrement le plus proche, afin d'y payer en espèces la taxe proportionnelle pesant sur celui-ci. Une griffe (ou une mention manuscrite) « visé pour timbre », était alors apposée sur l'effet pour attester l'acquittement de la taxe. Cette procédure était peu simple, surtout compte tenu des moyens de transports de l'époque. C'est pourquoi une vive pression des professionnels du commerce s'exerça sur les pouvoirs publics, afin qu'en de tels cas il soit possible aux négociants, d'éviter ces déplacements incessants.
En effet, l'émission de timbres fiscaux mobiles, devait permettre à chaque négociant, à la seule condition qu'il en ait préalablement acheté une quantité suffisante, de taxer lui-même ses traites de l'étranger, sans plus devoir, pour chacune d'elles, courir au bureau d'enregistrement.
L'administration financière dut finalement céder et c'est ainsi que furent émis en 1860 les premiers timbres mobiles d'Effets de commerce. 
Après ce précédent, l'administration cessa d'opposer son barrage à la modernisation des moyens de recouvrement du droit de timbre, et les premiers timbres mobiles de Dimension apparurent, à leur tour, en 1862. Ce furent les premières valeurs inactives.

## Principales fonctions du timbre fiscal
Les timbres fiscaux visent à recouvrer une grande variété de taxes. On peut les diviser  d’abord en deux grandes catégories : les timbres généraux et les timbres sectoriels

### Timbres fiscaux généraux
Ces timbres sont utilisables pour acquitter toutes les taxes recouvrables par voie de timbre, seuls ou en concurrence avec les timbres sectoriels.
Ces timbres portent les mentions générales, telles que “timbre fiscal “, “Stempelmarke”, “Revenue”, etc.
Certains timbres sont  même tellement “généraux” qu’ils sont à la fois fiscaux généraux et postaux. Cela a souvent été le cas en Grande-Bretagne (“Postage & Revenue”) et dans certaines de ses colonies, notamment en Afrique orientale, où certaines grosses valeurs des séries cataloguées dans les catalogues postaux ont en réalité été créées pour des usages purement fiscaux.
Par ailleurs, dans certains cas des timbres sectoriels ont été utilisés comme fiscaux généraux, soit pour faire face à un manque imprévu de timbres unifiés, soit lorsque certaines catégories de timbres sectoriels ayant été supprimées, le  reliquat disponible de ces figurines est utilisé par économie jusqu’à épuisement de leur stock.
C’est ce qui s’est produit, lors de l’institution du timbre fiscal dit “unifié” en France (Timbres avec la seule mention « Timbre fiscal »). Alors, un décret du 9 juillet 1925 a disposé que les fiscaux sectoriels de toutes les catégories supprimées serviraient jusqu’à épuisement à n’importe quel usage fiscal, séparément ou conjointement. Cette opération, baptisée “banalisation” par les fiscalistes, a duré plusieurs années, tant les stocks étaient importants.

### Timbres fiscaux sectoriels

#### Taxation fonctionnelle
Les timbres sectoriels sont extrêmement variés. On se bornera à en donner ici la liste, dont on constatera qu'elle est très riche thématiquement, des catégories les plus importantes. À noter que certains de ces timbres sectoriels peuvent figurer à la fois dans plusieurs des catégories de fiscaux sectoriels ci-dessous.

##### Taxation des actes
- Timbres d'Actions, timbres d'Affaires Étrangères, Timbres d'Affiches, Timbres d'Articles d’argent, Timbres de Cartes d’identité, Timbres de Connaissements, Timbres de Copies, Timbres de Dimension, Timbres d'État-civil, Timbres d'Effets de Commerce, Timbres d'Enregistrement, Timbres de Journaux, Timbres de Légalisation, Timbres de Lettres de voiture, Timbres de Papiers publics, Timbres de Passeports, Timbres de Récépissés de chemins de fer, bulletins de Colis postaux, Timbres de Réfugiés, Timbres de Rôles d’équipage, Timbres de Taxes communales, Timbres judiciaires, Timbres de Travailleurs étrangers.

##### Taxation des communications
1- La taxation de la diffusion des idées 

- Timbres de CB., Timbres de Journaux, Timbres de Radiodiffusion, Timbres de Téléphone, Timbres de Télévision, Timbres d'Universités.

2- La taxation de la circulation des individus 

- Timbres d'Affaires Étrangères, Timbres de l'OMI., Timbres de Passeports, Timbres de Permis militaires, Timbres de Réfugiés, Timbres de Travailleurs Etrangers.

##### Taxation des loisirs
- Timbres de Billets de spectacle, Timbres de Cartes à jouer, Timbres de Casinos, Timbres de Permis de chasse, Timbres de Taxe piscicole.

##### Taxation des marchandises
- Timbres ou bandes d'Allumettes, Timbres ou bandes de Chicorée, Timbres de Chapeaux, Timbres de Gants, Timbres de Pommes de terre, Timbres de Spiritueux, Timbres ou bandes de Tabacs, Timbres de Viandes.

##### Taxation des paiements

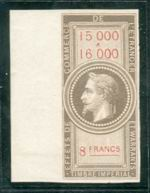
Timbre effets commerce

- Timbres de Chèques, Timbres de Quittances, Timbres de Taxe sur les paiements, Timbres de Taxe de luxe, Timbres d'Impot sur le revenu, Timbres d'Effets de commerce.
- Timbres de Valeurs en bourse, Timbres de Valeurs étrangères.

##### Taxation des transports
- Timbres d'Amendes, Timbres d'Automobiles, Timbres de Bureaux de fret, Timbres de Colis postaux, Timbres de Connaissements, Timbres de Lettres de voitures, Timbres de Location de chevaux, Timbres de Récépissés de chemins de fer, Timbres de Rôles d’équipages, Timbres de groupage, Timbres de Transport, Timbres de Vélocipèdes.

##### Taxations diverses
- Timbres de Taxe sur les chiens, etc.

#### Classification de la FIP
Le règlement de la classe des timbres fiscaux de la Fédération internationale de philatélie (F.I.P.) distingue trois grandes catégories de timbres sectoriels (classification des SREV ou Special Regulations for the Evaluation).  
- Les « timbres d'imposition » (Tax stamps) qui visent à recouvrer une redevance sans lien particulier avec un service rendu, à l’occasion de la création de la copie ou de l’enregistrement de tel ou tel acte.
- Les « timbres de taxation » (Fees stamps) qui visent à recouvrer des redevances correspondant directement à des services rendus.
- Les « timbres de crédit » (Credit stamps), par lesquels, dans certains pays, les salariés sont invités à coller, chaque fois qu’il encaissent une fraction de leur salaire, les timbres correspondants sur une carte qu’ils doivent remettre à certaines échéances à leur percepteur. Le but est d’obtenir des salariés un paiement échelonné et sans douleur, par une suite de très petits versements. Ce système a aussi été utilisé en Allemagne et en France, pour l'assurance sociale des salariés (voir timbre socio-postal). Dans la mesure où les cotisations payées à l'aide de ces timbres ont un caractère parafiscal, lorsqu'elles émanent de l'employeur qui ne reçoit rien en retour, lesdits timbres peuvent être associés à une collection de timbres fiscaux. Le même système a aussi été usité en France, pour permettre la souscription à une épargne publique, par des versements fractionnés (timbres socio-postaux de type « Phenix »).

## Différents éléments d'une collection de philatélie fiscale
La matière première des collections de philatélie fiscale consiste en quatre catégories d’éléments:

### Timbres mobiles détachés
Ces timbres peuvent se collectionner de la même façon que les timbres-poste.
Les fiscalistes peuvent donc rechercher un exemplaire de chaque timbre normal, émis ou non émis (cf.Timbre non émis), en y ajoutant ou non les variétés (cf. Variété (philatélie)), les épreuves, les essais (cf. Epreuves et essais en philatélie), les réimpressions et même les « faux pour servir ». On peut également y introduire les simili-timbres fiscaux des cours d’instruction privés, en les distinguant clairement des véritables timbres. On peut collectionner ces figurines aussi bien en multiples, que par unités.
La collection peut être générale ou spécialisée. Les timbres fiscaux  sont généralement émis à l’occasion soit d’un changement de régime politique, soit d’un changement de tarif fiscal, soit d’un évènement historique, tel qu’une guerre, une annexion, une occupation, une révolution. Ces évènements peuvent être pris pour base de détermination du champ d’une collection spécialisée. On peut également spécialiser des collections sur telle ou telle catégorie de timbres généraux ou sectoriels, sur les fiscaux créés par tel ou tel graveur, etc
Aux timbres de l’État peuvent s’ajouter des timbres émis par les collectivités locales pour recouvrer certaines de leurs propres taxes, notamment dans les États fédéraux. Dans un pays comme la Suisse, la majorité des timbres fiscaux émis jusqu’à nos jours sont des “cantonaux”. De même dans l’ancien Empire allemand, les fiscaux avaient en majorité continué, comme avant l’unification, à être émis par les États membres (Bavière, Hesse, Prusse, Saxe, Alsace-Lorraine, etc.)

### Timbres mobiles sur documents
La collection des fiscaux sur documents s’est introduite récemment et s’est assez largement propagée: 

#### Documents comme accessoires d’une collection de timbres détachés
Il n’est pas rare que même les collectionneurs de fiscaux détachés ajoutent à la suite de chacune de leurs séries de fiscaux quelques documents pour illustrer l'usage de ces timbres.
Cette pratique est d’ailleurs pratiquement obligatoire dans les expositions compétitives, en classe fiscale comme en classe traditionnelle.
En outre, il est des timbres dont la collection sur documents entiers est indispensable : ce sont les timbres surchargés à la main ou au composteur dans les périodes de pénurie, percés localement en ligne ou en serpentins, ou encore coupés en deux pour leur demi-valeur. Seul un document entier, ou du moins un fragment significatif, permet alors de corroborer, par sa date et son montant, les transformations ainsi apportées aux timbres d'origine.

#### Documents fiscaux comme objets de la collection
Indépendamment des cas particuliers ci-dessus, la collection fiscale de timbres sur documents tend à se répandre. 
Une telle collection peut porter :

	- sur les timbres sur documents: 

		- d’un ou plusieurs pays;

		- d’une ou plusieurs catégories;

		- d’un ou plusieurs types de timbres fiscaux, dont on cherche à illustrer par ces documents tous les cas d’utilisation.

	- sur les oblitérations, ou sur certaines catégories d’oblitérations (marcophilie fiscale).

	- sur une période d’histoire, comme la Convention, la Guerre de 1870, la guerre de 14-18, ou la Seconde Guerre Mondiale. 

	- sur les relations internationales (Connaissements, Traites, Timbres consulaires, Doubles affranchissements fiscaux) 

	- sur des études tarifaires (C’est ainsi que Michel Hoste a exposé, le premier en France, une collection sur les divers affranchissements ayant constitué le tarif fiscal à 9F).

Ajoutons qu’il est toujours possible de jumeler une collection de timbres détachés et une collection de timbres sur documents.

### Entiers fiscaux, compléments d'une collection de timbres mobiles
Les papiers timbrés ou entiers fiscaux font l'objet d'une branche particulière de la collection des timbres fiscaux (voir article sur le papier timbré en France). Mais ils peuvent aussi être combinés aux timbres mobiles dans une collection relative à un même évènement, à un même thème, ou à l'application d'un même tarif.
En outre ils servent souvent de support à des timbres mobiles qui les complètent. Ils peuvent donc dans ce cas être intégrés à une pure collection de timbres mobiles pour illustrer l'un des emplois de ces derniers sur documents.
En conclusion, nous dirons que, même en se cantonnant dans le domaine des timbres mobiles, il est toujours possible, sinon souhaitable, d’inclure dans une même collection consacrée aux timbres détachés, non seulement quelques timbres mobiles sur documents, mais aussi quelques papiers timbrés ayant un rapport avec le sujet traité.

#### Renaissance de la philatélie fiscale
La collection des timbres fiscaux et papiers timbrés, ou philatélie fiscale, abandonnée depuis plus d'un demi-siècle a repris son essor dans le monde entier depuis les années 1980. En ce qui concerne la France, non seulement un catalogue Yvert et Tellier Fiscal reparait désormais  régulièrement, mais aussi les timbres fiscaux sont à nouveau présents dans les ventes sur offres et aux enchères, où les plus rares d'entre eux atteignent souvent des prix élevés. 

Cependant, il n'en existe pas encore un marché unifié et les philatélistes fiscaux restent beaucoup moins nombreux que les philatélistes postaux. Si bien qu'il n'est pas toujours facile de trouver les fiscaux manquants, ou de se débarrasser de ses doubles. Aussi existe-t-il dans chaque pays (États-Unis, France, Allemagne, Grande-Bretagne...) une société spécialisée, où il est possible d'établir des contacts et de s'informer. En France, cette association est la Société Française de Philatélie Fiscale. Voir sur Internet, le site de cette association qui est bien documenté sur la question. Pour se procurer des timbres fiscaux, voir aussi, sur le site d'Ebay enchères, la rubrique « Timbres » et la sous-rubrique « Timbres fiscaux ». Il est rappelé que l’article 893 du code général des impôts réserve strictement la vente et la distribution des timbres fiscaux aux détenteurs de commissions attribuées par l’administration des finances.
Aussi, la vente de timbres fiscaux valides par des particuliers, notamment sur des sites d’enchères en ligne, est strictement prohibée.

### Supports spécifiques de recouvrement fiscal
En dehors des timbres mobiles ou fixes imprimés sur  papier ou parchemin, on a utilisé bien d’autres supports de recouvrement fiscal. Un exemple particulièrement parlant de cette diversité réside dans le cas du timbre de bicyclette, qui a  successivement été frappé sur des plaques métalliques, des figurines mobiles, puis des cartes timbrées.
Parmi ces supports spécifiques, les plus proches des timbres fiscaux habituels, signalons toutes les bandes de tabac, de chicorée ou d’allumettes qui sont, en fait, des timbres mobiles suffisamment allongés pour entourer des paquets. Également proche des timbres ou papiers timbrés fiscaux, signalons les étiquettes de transport d’alcools (“congés”), celles de viandes, ou encore les vignettes automobiles apposées sur les pare-brises.
Le champ des supports de recouvrement fiscal peut s’étendre à l’infini. Il en est ainsi, par exemple en Allemagne, où les plaques minéralogiques des automobiles comportent une empreinte fiscale en relief. Mais ne sont considérés comme véritables timbres fiscaux, par les collectionneurs, que les empreintes frappées sur du papier, du carton, ou pour les entiers fiscaux anciens, sur du parchemin.
Un catalogue des fort nombreuses bandes françaises de tabac a été réalisé par la SFPF. Quant aux autres bandes fiscales ou de monopole, elles sont incluses dans le catalogue des timbres fiscaux locaux et spéciaux de France et de Monaco édité par la même association.

## Différents modes de collection des timbres fiscaux
Les divers timbres mobiles, entiers fiscaux, et éventuellement les supports spécifiques de recouvrement fiscal peuvent être collectionnés de diverses façons.

### Collection traditionnelle fiscale
La forme de collection fiscale la plus répandue est celle de la philatélie fiscale traditionnelle: Étude d’un ensemble de timbres, principalement détachés, ainsi que de leurs variétés, épreuves et essais, accompagnés d’un certain  nombre de documents fiscaux  illustrant les conditions de leur emploi. Ces timbres détachés peuvent être ou non accompagnés des entiers fiscaux correspondants. Il en a été ainsi, par exemple, de la collection de Daniel Spano sur les Timbres français de Dimension et de celle d'Henri Barbero sur  les Timbres du Second Empire, toutes deux présentées avec succès à plusieurs expositions internationales. C’est en effet cette forme de présentation qui est la mieux appréciée dans les expositions compétitives. Mais attention, les participations d’exposition ne doivent pas comprendre toute une collection, ni porter sur un champ trop large. Elles doivent présenter une émission, un timbre, un type, une catégorie de timbres, un thème, ou encore une période d’histoire bien délimitée.

### Branches annexes
Mais d’autres formes de collections fiscales sont possibles, par exemple:

- Les collections composées uniquement de fiscaux sur documents, équivalents fiscaux de l’Histoire postale, comme la collection de documents fiscaux de la Guerre d’Indochine présentée par Yves Danan à plusieurs expositions internationales, depuis 2000, à Séoul et à Bangkok, ou l’étude tarifaire de Michel Hoste, sur les taxations à 9F.
 
- Les collections d’entiers fiscaux, comme celle des entiers français de dimension exposée par Jacques Martinage à l'exposition nationale de Lille, en 1993.

- Les collections d'oblitérations fiscales. (cf. Oblitération) 

- Les collections de thématique fiscale. De telles collections consistent à rassembler des timbres documents ou entiers fiscaux autour d’un thème tel que les tabacs, le commerce international, la Seconde Guerre mondiale, etc. 

Parmi ces collections de thématique fiscale citons celle de Madame Viellescazes sur les timbres fiscaux et le transport, présentée avec succès aux expositions internationales de Grenade en 1991, et Poznań en 1992, et celle d’Yves Danan, sur la taxation fiscale dans les relations franco-américaines (traites, connaissements et documents soumis à taxation consulaire).

## Sources et bibliographie
Pour ceux des ouvrages ci-dessous qui ont été reproduits et complétés, ou édités par la Société Française de Philatélie Fiscale (SFPF) à l'intention de ses membres, voir site Internet SFPF.

### Documentation générale
- Philippe de Bosredon du Pont, Monographie des timbres fiscaux mobiles de France (Réédité par la SFPF), Mahé, 1874.
- Prof. Yves M. Danan, Histoire des timbres fiscaux d'Alsace-Lorraine, Paris, SFPF, 1992.
- M.A. Fradois, Études de M.A. Fradois, 3 vol. (sur les timbres de Dimension, d'Effets de commerce, de Quittances, de Role d'Equipages, de Copies, de Connaissements, d'Affiches, de récepissés de Chemins de Fer et d'articles d'argent), SFPF, Paris 1983.
- Prof. Yves M. Danan Éléments de Marcophilie fiscale, Feuilles Marcophiles, nos 270, 271 et 272, Union Marcophile, Paris, 1992 et 1993.

### Catalogues

#### Timbres fiscaux du Monde
- Yvert et Tellier et A. Forbin, Catalogue de timbres fiscaux (Monde), Yvert et Tellier, Amiens, 1915.

#### Fiscaux de France et Colonies
- France: Yvert & Tellier et SFPF., Catalogue des timbres fiscaux et socio-postaux de France et de Monaco, Yvert et Tellier, Amiens, 2012.
- France: Catalogue des timbres fiscaux locaux et spéciaux de France et de Monaco, SFPF, 2003.
- Colonies Françaises: Donald Duston, “French Colonies Revenues (and former colonies now independant)”, Peru (ill.), États-Unis (Cotes en $):

	- Part I: “North African Colonies & Middle-East”, 2000.

	- Part II: “Sub-Sahara colonies in Africa”, 1987-88.

	- Part III: “Mid-East colonies”, 1989.

	- Part.IV “Far-East Colonies”, 1990.

	- Part.V “Miscellanous & Islands colonies”, 1987-88.

#### Quelques catalogues de timbres fiscaux Etrangers

##### Europe
- Allemagne et anciens États allemands: M. Erler & J. Norton, “Katalog der Stampelmarken von Deutschland”, 15 vol., Icking, 198.-1994.
- Autriche: M. Erler, H. Hagn & R Tkalcsics, “Catalogue of the adhesive Revenue stamps of Austria”, 4 vol., Icking, Allem., 1978-86.
- Belgique et Benelux : Benelux Revenues, J. Barefoot, York, Angleterre, 2007
- Bulgarie et Roumanie: John Barefoot, Valentin Robu, “Bulgaria & Romania Revenues”, York, Angl., 2003.
- Espagne: Barata, “Catalog of Spain Revenues, National, Provincial, Municipal”, Lisboa, 1992.
- Espagne: Barata, “Catalog of local tax stamps of the spanish civil war”, Lisboa, 1990.
- Grande-Bretagne: John Barefoot, “Catalogue of Great Britain Revenues”, York, Angl., 1989.
- Grèce : Albania & Greece Revenues, J. Barefoot, York, Angleterre, 2002
- Hongrie : Hungary Revenues, J. Barefoot, York, Angleterre, 2007
- Jersey-Guernsey: O.J. Simpson, “Channel Islands Revenues. À story  and a Catalogue”, Essex, Angl., 1991.
- Commonwealth: John Barefoot, “British Commonwealth Revenues”, York, Angl., 9e édition, 2012.
- Italie : Italy Revenues, J. Barefoot, York, Angleterre, 2013
- Italie et colonies: P.de Magistris, “Catalogo generale delle marche da bollo italiani & Stati antichi italiani”, Gènes, 1986.
- Italie: J.B. Moens :  “Italian municipals”, 1892, reimprimé par Barata, Lisboa, 1894.
- Portugal: P. Barata, “Sellos Fiscais de Portugal e Colonias”, 1979.
- Russie : Russia Revenues, J. Barefoot, York, Angleterre, 2004
- Tchéchoslovakie: Czechoslovakia Revenues, J. Barefoot, York, Angleterre, 2001
- Turquie: W. Mc Donald, “Revenues of Ottoman empire & Republic of Turkey”, Coupeville, W.A., États-Unis, 1990.
- Yougoslavie : Yugoslavia Revenues, J. Barefoot, York, Angleterre, 2003

##### Amérique
- États-Unis et colonies: Scott Publish.Co., “Specialized Catalogue of United States stamps”, (75-80 pages sur les fiscaux), Rééditions fréquentes, Sidney, Ohio, États-Unis
- Catalogue of the revenue stamps and telegraph & Telephone of Canada, Sisson, 1964
- Canada: E. Van Dam, “The Canadian revenue stamps catalogue”, Bridgenorth, Ont. Canada, 1994.
- The Canadian Stamp Catalogue, E.S.J. van Dam, 2000

##### Asie
- Chine: J. Wetterling: “Chinese revenue stamps, 1896-1949”, 10 Part., 1978.
- Chine: P. Padget, “The Revenue stamps of communist China”, Axbridge, Angl., 1986.
- Irak: Joë Ross & John Powell, “The revenue stamps of Irak”, Elverta, 1998.
- Israël: Gershon’s, “Specialized catalogue of Israël and the Holy Land (Partie fiscale), New York, 1978.
- South East Asia Revenues, J.Barefoot, York, Angleterre, 2006